# Космодемьянский (посёлок)
Космодемьянский — посёлок сельского типа в Рузском муниципальном округе Московской области России. До 2017 года входил в состав сельского поселения Дороховское. Население — 740 чел. (2010 г.), в посёлке действует средняя школа, имеется отделение Сбербанка. До 2006 года посёлок Космодемьянский был центром одноимённого сельского округа.

## География
Посёлок расположен на юго-востоке Рузского муниципального округа, на юго-восточных склонах Смоленско-Московской возвышенности, относящейся к Восточно-Европейской равнине, на высоте 190 метров над уровнем моря, на правом берегу реки Таруссы (правый приток Нары). Рельеф местности мелкохолмистый.
По автомобильной дороге расстояние до МКАД составляет около 80 км, до районного центра города Рузы — 33 км. Ближайший населённый пункт — деревня Головинка примыкает к южной окраине посёлка.
Московское большое кольцо А108 отделяет посёлок от примыкающих к его западной окраине садовых участков.
Посёлок находится в зоне умеренно континентального климата с относительно холодной зимой и умеренно тёплым, а иногда и жарким, летом. В окрестностях деревни распространены дерново-подзолистые слабоглеевые почвы с преобладанием лёгких и средних суглинков.
Космодемьянский, как и вся Московская область, находится в часовой зоне МСК (московское время). Смещение применяемого времени относительно UTC составляет +3:00. Истинный полдень — 12:29

## Население
| 2002 | 2006 | 2010 |
| ---- | ---- | ---- |
| 656  | ↗734 | ↗740 |